# Moma (Tansania)
Moma ist ein Verwaltungsbezirk (Ward) des Distrikts Mtwara in der tansanischen Region Mtwara. 

## Geografie
Moma liegt im Südosten von Tansania rund 5 Kilometer südlich des Flughafens von Mtwara. Die Fläche des Bezirks beträgt 61 Quadratkilometer. Bei der Volkszählung 2022 lebten hier 4483 Menschen in 1295 Haushalten.

## Gliederung
Der Bezirk besteht aus vier Gemeinden (Mtaa) mit 15 Orten (Kitongoji):
| Ding'wida - Sogea - Malamba - Msikitini - Gulioni - Kanisani | Minyembe - Kitama - Lukweta - Minyembe - Majengo | Moma - Moma Sokoni - Miembe - Mayomanilo | Lukweta - Lukweta - Wanamtindi - Shuleni |

## Wirtschaft und Infrastruktur
- Gesundheit: In Minyembe befindet sich eine Apotheke.[6]